# Karl Rankin

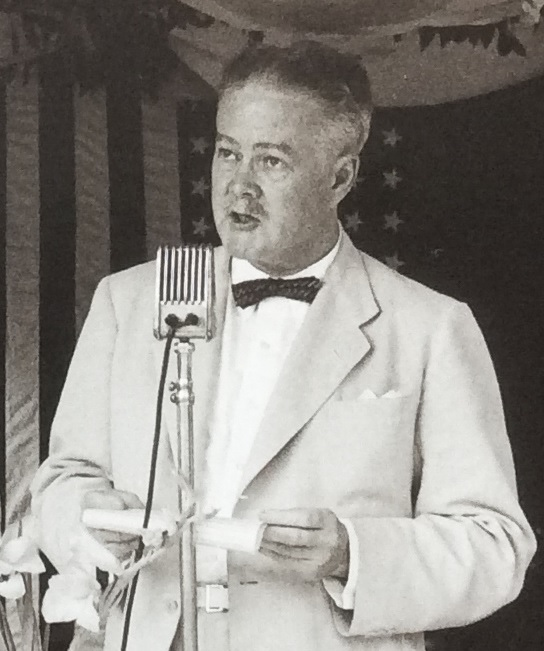
Karl Rankin in National Taiwan University Hospital, 1. August 1953.

Karl Lott Rankin (* 4. September 1898 in Manitowoc, Wisconsin; † 15. Januar 1991 in Kennebunkport, Maine) war ein US-amerikanischer Diplomat, der unter anderem zwischen 1953 und 1957 Botschafter in Taiwan sowie zuletzt von 1957 bis 1961 Botschafter in der Sozialistischen Föderativen Republik Jugoslawien war.

## Leben

### Studium, Beginn der diplomatischen Laufbahn und Zweiter Weltkrieg
Rankin absolvierte nach dem Schulbesuch von 1917 bis 1919 zunächst ein Studium am California Institute of Technology und leistete zwischenzeitlich 1918 auch Militärdienst in der US Navy. Nach einem Studium an der Eidgenössischen Technischen Hochschule (ETH) in Zürich von 1920 bis 1921 studierte er Bauingenieurwesen an der Princeton University und schloss dieses Studium 1922 mit einem Bachelor of Science (B.S. Civil Engineering) ab. Danach arbeitete er zwischen 1922 und 1925 als Leitender Bauingenieur im Nahen Osten und in Russland, um dort Aufbaumaßnahmen nach dem Ersten Weltkrieg zu beaufsichtigen.
1927 trat Rankin in den diplomatischen Dienst des US-Außenministeriums und war zuerst stellvertretender Handelsvertreter sowie anschließend von 1929 bis 1932 Handelsattaché in Prag. Nachdem er zwischen 1932 und 1939 Handelsattaché in Athen und Tirana war, fungierte er von 1939 und 1940 als Handelsattaché in Brüssel und Luxemburg. In dieser Zeit erfolgte die Besetzung Belgiens durch die deutsche Wehrmacht. 1940 erfolgte seine Ernennung zum Handelsattaché in Belgrad, ehe er 1941 auf die Manila abgeordnet wurde. Nach der Besetzung der Philippinen durch die Kaiserlich Japanische Armee befand er sich zwischen 1942 und 1943 in einem japanischen Internierungslager.
Nach seiner Freilassung wurde Rankin 1944 zunächst Handelsattaché in Kairo sowie von 1944 bis 1946 Botschaftsrat für Wirtschaftsangelegenheiten an der Botschaft in Griechenland, an der zuletzt 1946 auch Geschäftsträger war. 

### Nachkriegszeit, Botschafter in Taiwan und Jugoslawien
Nach einer Verwendung von 1946 bis 1947 als Legationsrat für Wirtschaftsangelegenheiten an der Vertretung in Österreich war er zwischen 1947 und 1949 erneut Botschaftsrat für Wirtschaftsangelegenheiten an der Botschaft in Griechenland sowie von 1947 bis 1948 abermals Geschäftsträger. In dieser Zeit befasste er sich auch mit Fragen zu Beziehungen zu Jugoslawien.
Rankin war zwischen 1949 und bis zu seiner Ablösung durch Walter P. McConaughy im August 1950 Leiter des Generalkonsulats in Hongkong und fungierte danach zwischen August 1950 und April 1953 als Gesandter und Geschäftsträger in Taiwan, wo er zwischen dem 2. April 1953 und dem 30. Dezember 1957 erster Botschafter war. Sein Nachfolger wurde am 8. Mai 1958 Everett F. Drumright.
Zuletzt wurde er am 19. Februar 1958 als Nachfolger von James W. Riddleberger Botschafter in der Sozialistischen Föderativen Republik Jugoslawien (SFRJ) und verblieb auf diesem Posten bis zu seinem Eintritt in den Ruhestand am 22. April 1961. Nachfolger wurde daraufhin am 16. Mai 1961 George F. Kennan.
Rankin verstarb 92-jährig an Prostatakrebs.

## Veröffentlichung
- The Czechoslovak iron and steel industry, 1930
- Communist Insurgency in Greece. A Lecture devilvered at Naval War College, 6. Juni 1962, in: Naval War College Review, September 1962, S. 1–21
- China Assignment, Memoiren, 1964